# Adam (pel·lícula de 2020)
Adam (títol original en anglès: Adam, així com Grounded i Quad) és una pel·lícula dramàtica estatunidenca del 2020, dirigida per Michael Uppendahl i protagonitzada per Aaron Paul, Jeff Daniels i Tom Berenger. El rodatge va tenir lloc el 2011 a Michigan, però la pel·lícula no es va estrenar fins al 2020. L'obra s'ha doblat i subtitulat al català.

## Argument
Adam Niskar és un agent de préstecs hipotecaris que gaudeix d'una vida perfecta fins que un dia pateix un accident i queda tetraplègic. Moralment abatut, pensa que tot s'ha acabat i que les coses no avancen com voldria. No obstant això, la seva trajectòria fa un gir radical quan coneix una infermera, còmica i divertida, que li demostra l'autèntic sentit de la vida.

## Repartiment
- Aaron Paul com a Adam Niskar
- Jeff Daniels com a Mickey
- Tom Berenger com a Jerry
- Lena Olin com a Yevgenia
- Tom Sizemore com a "Lucky"
- Shannon Lucio com a Christine
- Michael Weston com a Ross
- Stephanie Koenig com a Brandy
- Celia Weston com a Arlene
- Yuri Sardarov com a Nick Khan
- Paul Walter Hauser com a Trent